# Крецулеску (църква)
 Тази статия е за православния храм.  За други значения вижте Крецулеску.  
Църквата „Крецулеску“ (на румънски: Biserica Creţulescu или Biserica Kretzulescu) е православен храм в центъра на румънската столица Букурещ. Строена е през 18 век в стила Брънковяну и се намира в идеалния център на Букурещ, в близост до Националната художествена галерия.

## История
Църквата е построена в периода 1720–1722 година под ръководството на болярина Йордаке Крецулеску и неговата съпруга Сафра – дъщерята на княз Константин Брънковяну, откъдето носи и името си. Първоначално екстериорът на църквата е бил богато зографисан, но след направената ѝ реставрация през 1935–1936 година той е заменен с тухлена фасада. От оригиналната външна зография са запазени само фреските в притвора на църквата. Интериорната украса на православния храм е дело на художника Георге Татареску и датира от 1859–1860 година.
По време на земетресението в Букурещ от 1940 година Крецулескувата църква е сериозно повредена. Нанесените ѝ щети са възстановени в следващите 1942–1943 година. В първите дни на комунистическия режим има предложение църквата да бъде съборена, но благодарение на застъпничеството на архитект Хенриет Делавранча-Джибори тя е запазена. Крецулескувата църква е повреждана в резултат на земетресението във Вранча от 1977 и по време на Румънската революция от 1989 година. Отстрани на църквата днес има мемориален бюст на румънския политик Корнелиу Копоску.

## Галерия
- Крецулескувата църква след Вранчанското земетресение
- Богато дърворезбована врата на църквата
- Страничен изглед на църквата
- Друг поглед към църквата